# Перечисляемый тип
Перечисляемый тип (сокращённо перечисле́ние, англ. enumeration, enumerated type) — в программировании тип данных, чьё множество значений представляет собой ограниченный список идентификаторов.

## Описание и использование
Перечисляемый тип определяется как набор идентификаторов, с точки зрения языка играющих ту же роль, что и обычные именованные константы, но связанные с этим типом. Классическое описание типа-перечисления в языке Паскаль выглядит следующим образом:
```
type
 
Cardsuit
 
=
 
(
clubs
,
 
diamonds
,
 
hearts
,
 
spades
)
;

```

Здесь производится объявление типа данных Cardsuit (карточная масть), значениями которого может быть любая из четырёх перечисленных констант. Переменная типа Cardsuit может принимать одно из значений clubs, diamonds, hearts, spades, допускается сравнение значений типа перечисление на равенство или неравенство, а также использование их в операторах выбора (в Паскале — case) в качестве значений, идентифицирующих варианты.
Использование перечислений позволяет сделать исходные коды программ более читаемыми, так как позволяют заменить «магические числа», кодирующие определённые значения, на читаемые имена.
На базе перечислений в некоторых языках могут создаваться типы-множества. В таких случаях множество понимается (и описывается) как неупорядоченный набор уникальных значений типа-перечисления.
Перечисляемый тип может использоваться в объявлениях переменных и формальных параметров функций (процедур, методов). Значения перечислимого типа могут присваиваться соответствующим переменным и передаваться через параметры соответствующих типов в функции. Кроме того, всегда поддерживается сравнение значений перечислимого типа на равенство и неравенство. Некоторые языки поддерживают также другие операции сравнения для значений перечислимых типов. Результат сравнения двух перечислимых значений в таких случаях определяется, как правило, порядком следования этих значений в объявлении типов — значение, которое в объявлении типа встречается раньше, считается «меньше» значения, встречающегося позже. Иногда перечислимый тип или некоторый диапазон значений перечислимого типа также может быть использован в качестве типа индекса для массива. В этом случае для каждого значения выбранного диапазона в массиве имеется один элемент, а реальный порядок следования элементов соответствует порядку следования значений в объявлении типа.

## Реализация
Обычно в процессе компиляции значения перечислений представляются при помощи целых чисел. В зависимости от конкретного языка программирования такое представление может быть либо полностью скрыто от программиста, либо доступно ему с помощью тех или иных «обходных манёвров» (например, принудительного преобразования значения типа перечисление к значению типа «целое число»), либо даже управляемо программистом (в таких случаях программист имеет возможность явно указать, какими числами будут кодироваться все или некоторые значения типа-перечисления). У всех вариантов есть свои положительные и отрицательные стороны. С одной стороны, возможность использования числовых значений констант, составляющих тип-перечисление, особенно при злоупотреблении ею, лишает смысла использование этих типов и создаёт опасность появления ошибок (когда используются числовые значения, для которых в типе нет соответствующих констант). С другой стороны, явное управление значениями даёт некоторые дополнительные возможности. Например, позволяет использовать типы-перечисления при организации интерфейса с модулями, написанными на других языках, если они используют или возвращают кодированные целыми числами значения из некоторого предопределённого набора.
Ещё одна возможность, которую дают перечислимые типы на уровне реализации языка — экономия памяти. При небольшом объёме типа-перечисления для хранения значения этого типа достаточно нескольких битов (вышеприведённый тип Cardsuit требует всего два бита на значение, в то время как стандартное целое число на большинстве используемых архитектур занимает 32 бита — в 16 раз больше), и компилятор может использовать этот факт для уплотнения хранения данных в памяти. Это может быть особенно важно, если несколько значений типов-перечислений хранятся в одной записи — уплотнение записей при обработке больших их количеств может освободить много памяти. Компиляторы обычно не реализуют эту возможность, по крайней мере, в последнее время, когда компьютерная память существенно подешевела.

## Критика
Тип перечисление является традиционным для развитых языков программирования, используется достаточно широко и часто воспринимается как нечто само собой разумеющееся. Тем не менее, этот тип также не обходится без критики со стороны теоретиков и практиков программирования. Так, при разработке языка программирования Оберон перечисляемые типы попали в список возможностей, которые были удалены из языка. Никлаус Вирт, разработчик языка, назвал следующие причины:
- «во всё возрастающем числе программ непродуманное использование перечислений … приводит к демографическому взрыву среди типов, что, в свою очередь, ведёт не к ясности программ, а к многословию»[1];
- когда тип перечисление экспортируется модулем (то есть становится частью интерфейса) нарушается общее правило — команда экспорта типа экспортирует одновременно все его элементы, тогда как для всех остальных типов экспорт типа скрывает его внутреннюю структуру;
- с точки зрения обеспечения удобочитаемости программ ничто не мешает вместо перечислимого типа использовать просто группу совместно определённых именованных констант, особенно при наличии таких языковых механизмов, как модули или классы.

С другой стороны, например, в Java, первоначально не содержащей перечислимого типа, этот тип был впоследствии введён из соображений не только удобства, но и надёжности: проблема использования вместо перечислений групп именованных констант в том, что отсутствует контроль со стороны компилятора как за уникальностью значений констант, так и за возможностью случайного присваивания переменным значений, не соответствующих ни одной из этих констант.

## Описание перечислений в различных языках

### Ada
В языке Ada перечисления задаются с помощью ключевого слова is и последующего списка значений через запятую:
```
type
 
Cardsuit
 
is
 
(
clubs
,
 
diamonds
,
 
hearts
,
 
spades
);

```

### Cи языки с C-подобным синтаксисом
Первоначальный K&R-диалект C не имел перечисляемых типов, однако они были добавлены в стандарте ANSI C.
```
 
enum
 
cardsuit
 

 
{

    
CLUBS
,

    
DIAMONDS
,

    
HEARTS
,

    
SPADES

 
};

```

Динамические языки слабой типизации с C-подобным синтаксисом (например perl или JavaScript), как правило, не имеют перечислений.

#### C++
Перечисления в языке C++ прямо наследуют поведение перечислений языка C, за исключением того, что перечисляемый тип в C++ — настоящий тип, и ключевое слово enum используется только при объявлении такого типа. Если при обработке параметра, являющегося перечислением, какое-либо значение из перечисления не обрабатывается (например один из элементов перечисления забыли обработать в конструкции switch), то компилятор может выдать предупреждение о забытом значении.

C++ 11 предоставляет второй, типобезопасный тип перечисления, который не преобразуется неявно в целочисленный тип. Это определяется фразой «enum class». Например:
```
enum
 
class
 
Color
 
{
Red
,
 
Green
,
 
Blue
};

```

Базовый тип является реализация определённых интегрального типа, который достаточно велик, чтобы вместить все перечисленные значения (он не должен быть наименьшим возможным типом!). В C++ вы можете указать базовый тип напрямую. Это допускает «предварительные объявления» перечислений:
```
enum
 
class
 
Color
 
:
 
long
 
{
Red
,
 
Green
,
 
Blue
};
  
// должен соответствовать по размеру и разметке памяти типа «long»

enum
 
class
 
Shapes
 
:
 
char
;
  
// предварительная декларация. Если позже будут определены значения, которые не помещаются в 'char', это ошибка.

```

#### C#
```
enum
 
Cardsuit
 
{
 
Clubs
,
 
Diamonds
,
 
Spades
,
 
Hearts
 
}

```

#### Java
В первоначальной Java перечислений не было, вместо них предлагалось использовать классы со статическими константами. Начиная с версии 5 (1.5) перечисления были введены в язык, они представляют собой полноценный класс, в который можно добавлять произвольное количество полей и методов. Перечисления были введены для улучшенного контроля за типобезопасностью.
```
enum
 
Cardsuit
 
{
 
Clubs
,
 
Diamonds
,
 
Spades
,
 
Hearts
 
}

```

#### Kotlin
```
enum
 
class
 
Direction
 
{

    
NORTH
,
 
SOUTH
,
 
WEST
,
 
EAST

}

```

### Haskell
В некоторых языках программирования (например, в языке Haskell) при помощи Алгебраических типов можно эмулировать перечисления. Например, так кодируется булевский тип, содержащий два идентификатора для представления значений истинности:
```

  data Bool = False
	    | True

```

### Nim
```
type

  
enumType
 
=
 
enum

    
one
,
 
two
,
 
three

    

var
 
a
:
 
enumType
 
=
 
three

var
 
b
 
=
 
two

echo
 
a
 
>
 
b

```

### Vala
```
//Обычный enum

enum
 
Colors
 
{

    
GREEN
 
=
 
1
,

    
BLUE
,

    
RED

}

//Flags enum

[
Flags
]

enum
 
Borders
 
{

    
LEFT
,

    
RIGHT
,

    
TOP
,

    
BOTTOM

}

void
 
draw_borders
 
(
Borders
 
selected_borders
)
 
{

    
// equivalent to: if ((Borders.LEFT & selected_borders) > 0)

    
if
 
(
Borders
.
LEFT
 
in
 
selected_borders
)
 
{

        

    
}

}

```

### Solidity
```
pragma
 
solidity
 
^
0.4.4
;

contract
 
SimpleEnum
 
{

  
enum
 
SomeData
 
{
DEFAULT
,
ONE
,
TWO
}

  
SomeData
 
someData
;

  
function
 
SimpleEnum
(){

      
someData
 
=
 
SomeData
.
DEFAULT
;

  
}

  
function
 
setValues
(
uint
 
_value
){

      
require
(
uint
(
SomeData
.
TWO
)
 
>=
 
_value
);

      
someData
 
=
 
SomeData
(
_value
);

  
}

  
function
 
getValue
()
 
constant
 
returns
 
(
uint
){

      
return
 
uint
(
someData
);

  
}

}

```